# Давньогрецькі вази, ДМОМ, Москва
Давньогрецькі вази, ДМОМ, Москва — колекція давньогрецьких ваз, котру зберігає і частково демонструє Державний музей образотворчих мистецтв імені Пушкіна, Москва.

## Історія створення колекції (до 1918 року)
Колекція давньогрецьких ваз почала активно формуватися з 1868 року завдяки зусиллям К.К. Герца в межах заснування Кабінету красних мистецтв і старожитностей при Імператорському московському університеті. Античні артефакти були у приватних збірках дворян, але їх кількість у Москві і заміських садибах була незначною. Так, відомо, що до 1868 року Кабінет красних мистецтв і старожитностей мав лише один стамнос (червонофігурного вазопису), що подарував Імператорському університету граф С.С. Уваров. Червонофігурний стамнос доповнювали дрібні керамічні глеки, за припущеннями зібрані професором П.М. Леонтьєвим. Останній придбав їх з хижацьких розкопок Причорномор'я, котре відійшло до Російської імперії після російсько-турецьких воєн 18 століття.
К.К. Герц був налаштований на збільшення колекції і отримання значущих зразків давньогрецького керамічного виробництва. Тому купував вази у Римі через науковця В. Гельбіга, секретаря Німецького археологічного товариства. Це забезпечувало досить точне походження нових ваз. У 1890 році вже було створено перший опис колекції давньогрецької кераміки університету (Шварц А.Н. «Краткоое описание древнегреческих глиняних сосудов, принадлежащих Московскому университету, М. 1890 г. »). 
1915 року до музейних збірок передали два коринфські бомбілія (флакони для масла, перший з зображенням хрестно розташованих пальмет, другий з зображенням пантери), червонофігурний лекіф зі сценами гігантомахії та ойнохою з хвилястою ручкою. Всі вони були придбані дарувальником Грачовим С.Н. ще 1897 року під час подорожі у Грецію.
Таким чином, колекція давньогрецької кераміки була найстарішим відділком разом із великою університетською збіркою монет, котрі перейшли до збірок новоствореного Музею красних мистецтв, майбутнього Музею образотворчих мистецтв.

## Варварська націоналізація у СРСР
Збільшення колекції античних ваз після більшовицького перевороту 1917 року йшло двома головними шляхами.
- Археологічні знахідки з розкопок на територіях Причорномор'я та земель півдня України.
- Шляхом націоналізації численних приватних збірок і грабежів дворянських садиб. Націоналізація майна і мистецьких збірок дворян і багатіїв купецького стану була проведена варварськи і супроводжувалась як нищенням окремих пам'яток, картин і бібліотек, так і свідомим нехтуванням складання описів захоплених колекцій. Невідомо, скільки було знищено, потрощено і пропало у тимчасових сховищах, котрі не відповідали умовам збереження націоналізованого майна. Варварську націоналізацію завершували тисячі поруйнованих садиб  у провінціях і неконтрольовані продажі дворянських бібліотек і мистецьких колекцій на численних західноєвропейських аукціонах.

Найгіршим було нехтування більшовицькою владою міжнародними законами того часу, згідно котрих націоналізація приватного майна і приватних колекцій мала супроводжуватись оцінками націоналізованого майна і мистецьких колекцій та грошовими виплатами власникам цього рухомого та нерухомого майна. Нічого з означеного у СРСР не було зроблено.

## Історія створення колекції (після 1918 року)
В Московський музей красних мистецтв почалися передачі мистецьких колекцій з колишніх імперських установ, освітніх і музейних. 
- З Московського Строгановського училища 1919 року забрали колекцію давньогрецьких ваз, серед котрих були коринфські, чорнофігурні і червонофігурні зразки[1].

- Московський Державний історичний музей погодився обміняти на «Бесарабський скарб» Музею красних мистецтв власну збірку античних ваз[1]. Серед них були відомий кратер із зображенням Гермеса та дитиною Діонісом, амфора вазописця Полігнота. Історичний музей додав сюди також невелику колекції італійських ваз, котра потрапила до них з ліквідованого Рум'янцевського музею[3].

- Серед переданих у музей була і ваза із кумедно-карикатурним зображенням суда Париса та трьома давньогрецькими богинями. За переказами, ваза була знайдена у некрополі Ольвії, нині село Парутине, Миколаївська область, Україна[3].

- З приватної колекції Остоухова у музей передали декілька античних ваз, серед котрих були червонофігурний кратер з вершниками та червонофігурна амфора з зображенням бога вина Діоніса, силена та менади. 1929 року декілька десятків античних ваз перейшли до музею з колишнього ліквідованого Музею іконопису і живопису. Всі вони теж походили зі збірок Остроухова, а були придбані у Римі[4].

- Окрема колекція ваз походить з так званої Великої Греції, це італійські вази, найдені у Кампаньї, Апулії, Сицилії, Луканії та у Пестумі.

1970 року музей отримав дарунок від уряду острова Кіпр : це було декілька античних ваз та амфора від тодішнього президента Макаріоса.
На 1980 рік кількість давньогрецьких ваз у Державному музеї образотворчих мистецтв нараховувала одну тисячу триста (1300) зразків.

## Обрані твори (галерея)

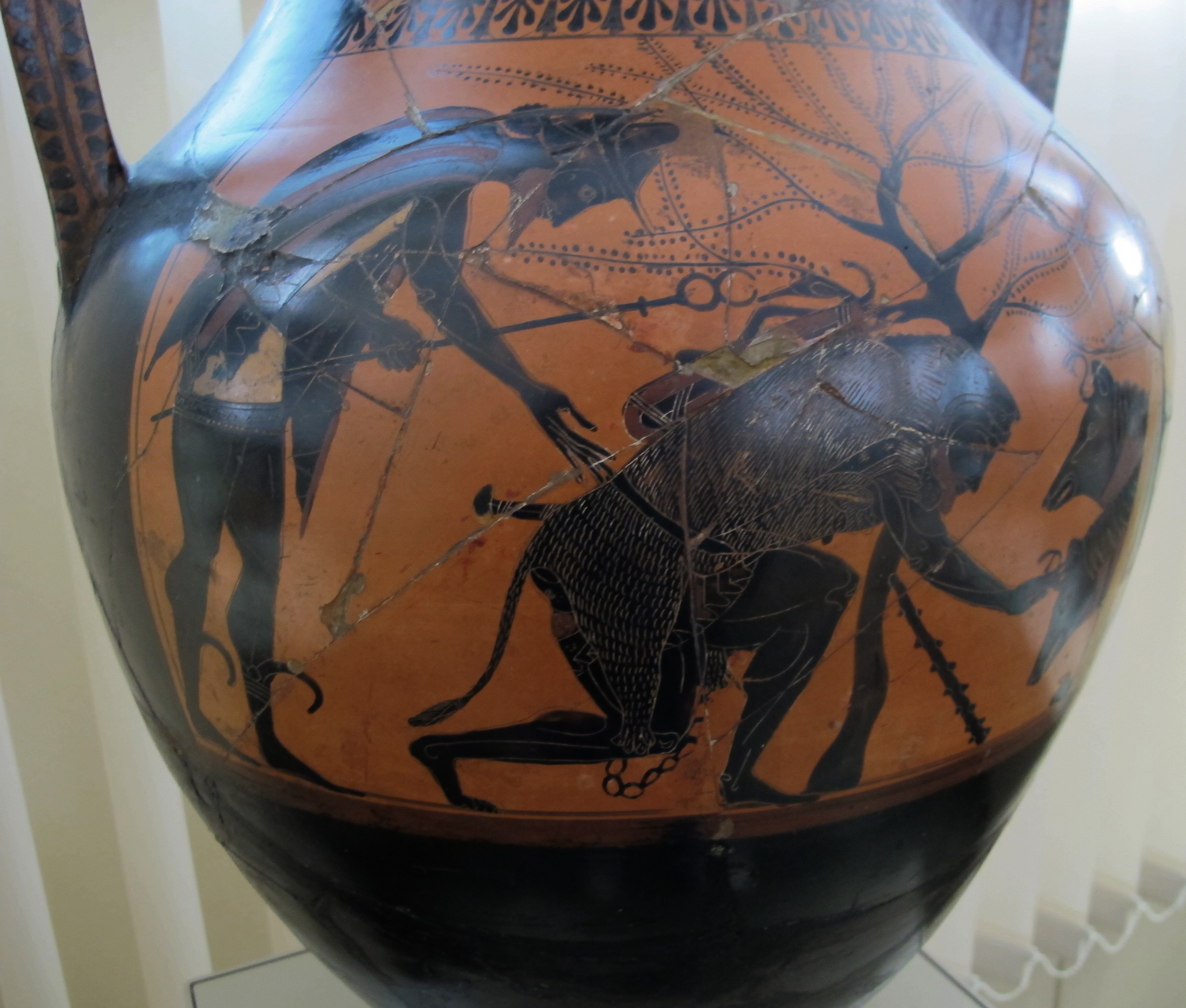
Вазописець Андокідес. Амфора з Гераклом, що приборкує триголового пса Цербера (чорнофігурний вазопис), бл. 530 р. до н.е.

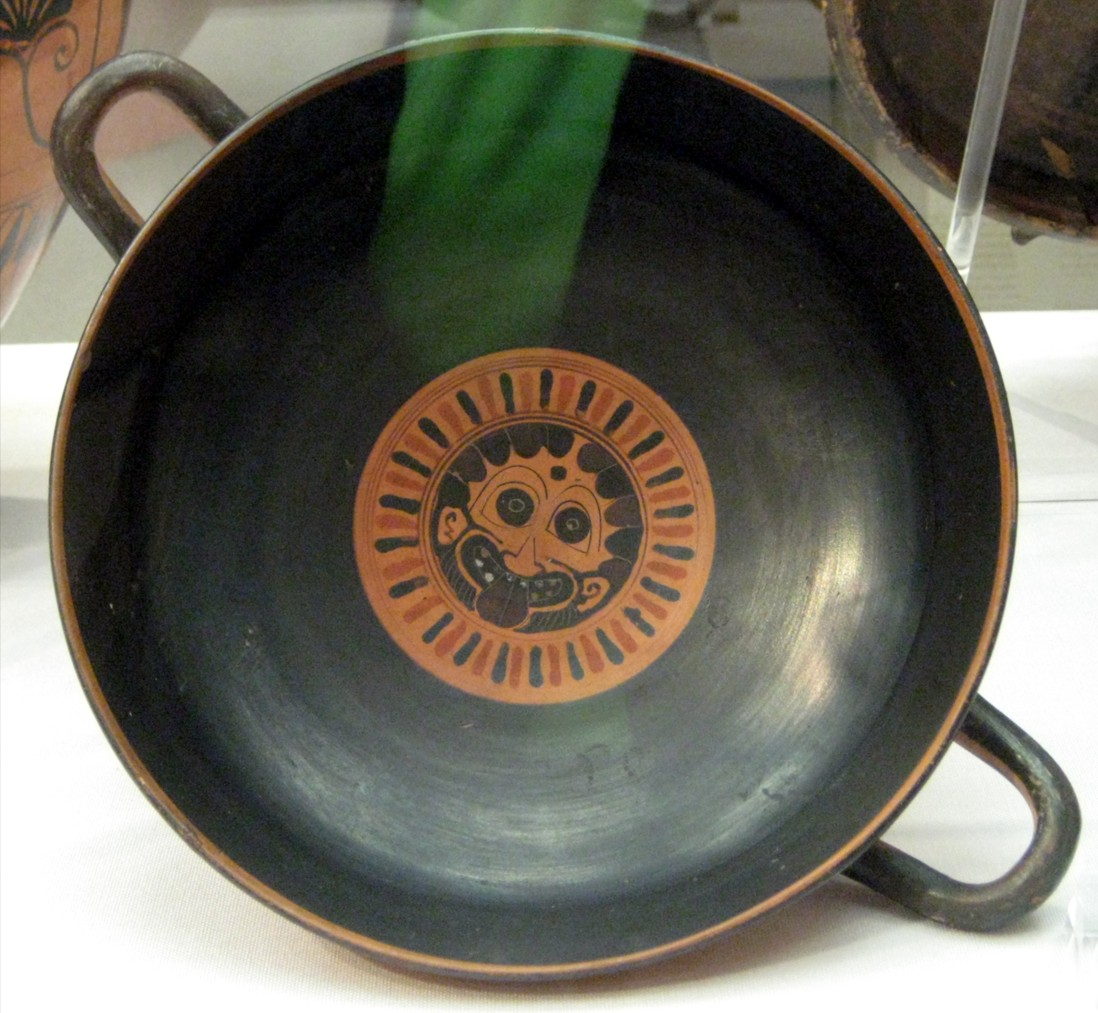
Килікс з обличчям медузи Горгони, 4 ст. до н.е.
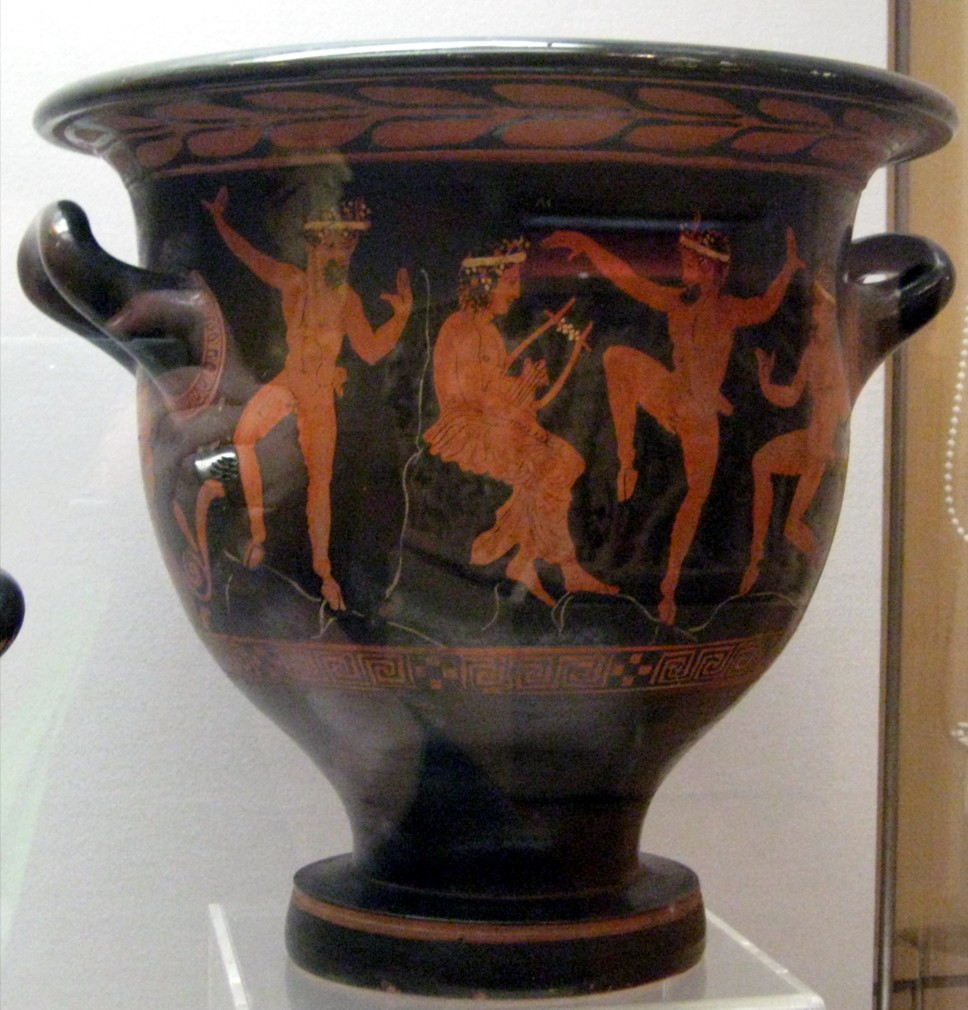
Діонісій та танцюючі Пани, червонофігурний дінос, Вазописець Діносів
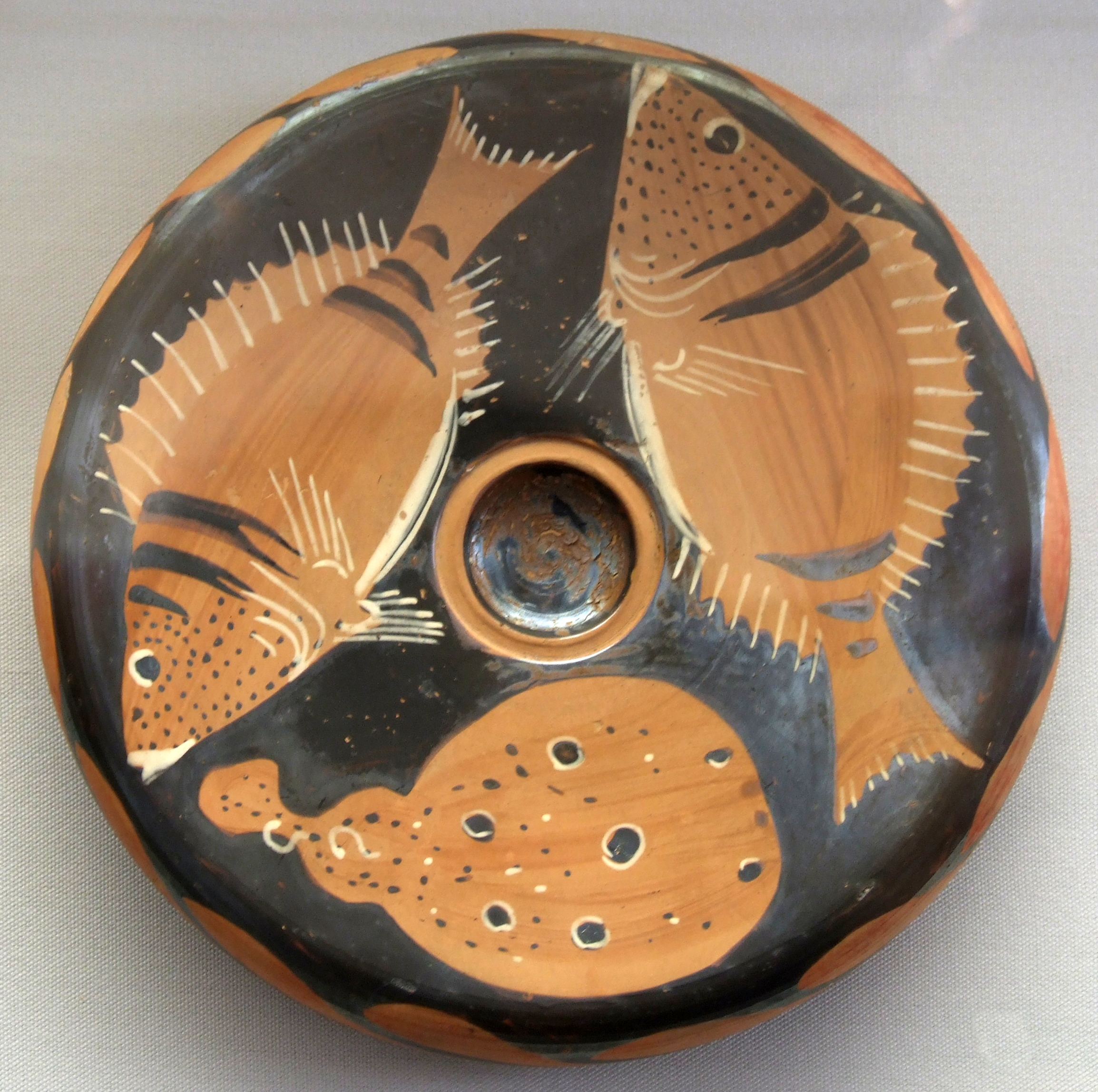
Червонофігурна рибна таріль, бл. 4 ст. до н.е.
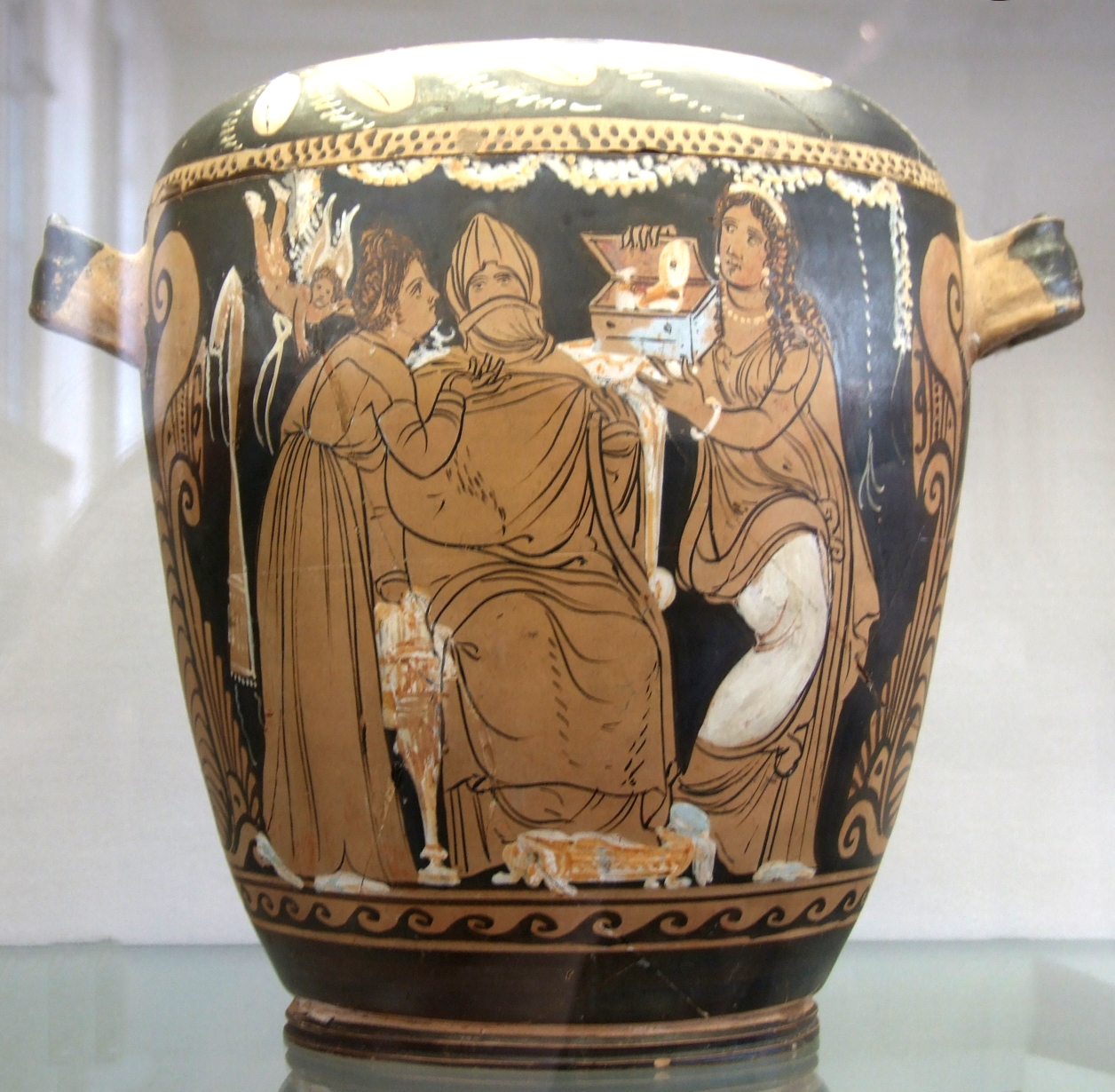
«Приготування нареченої до весілля», піксида, Сицилія, 330-320 рр. до н.е.
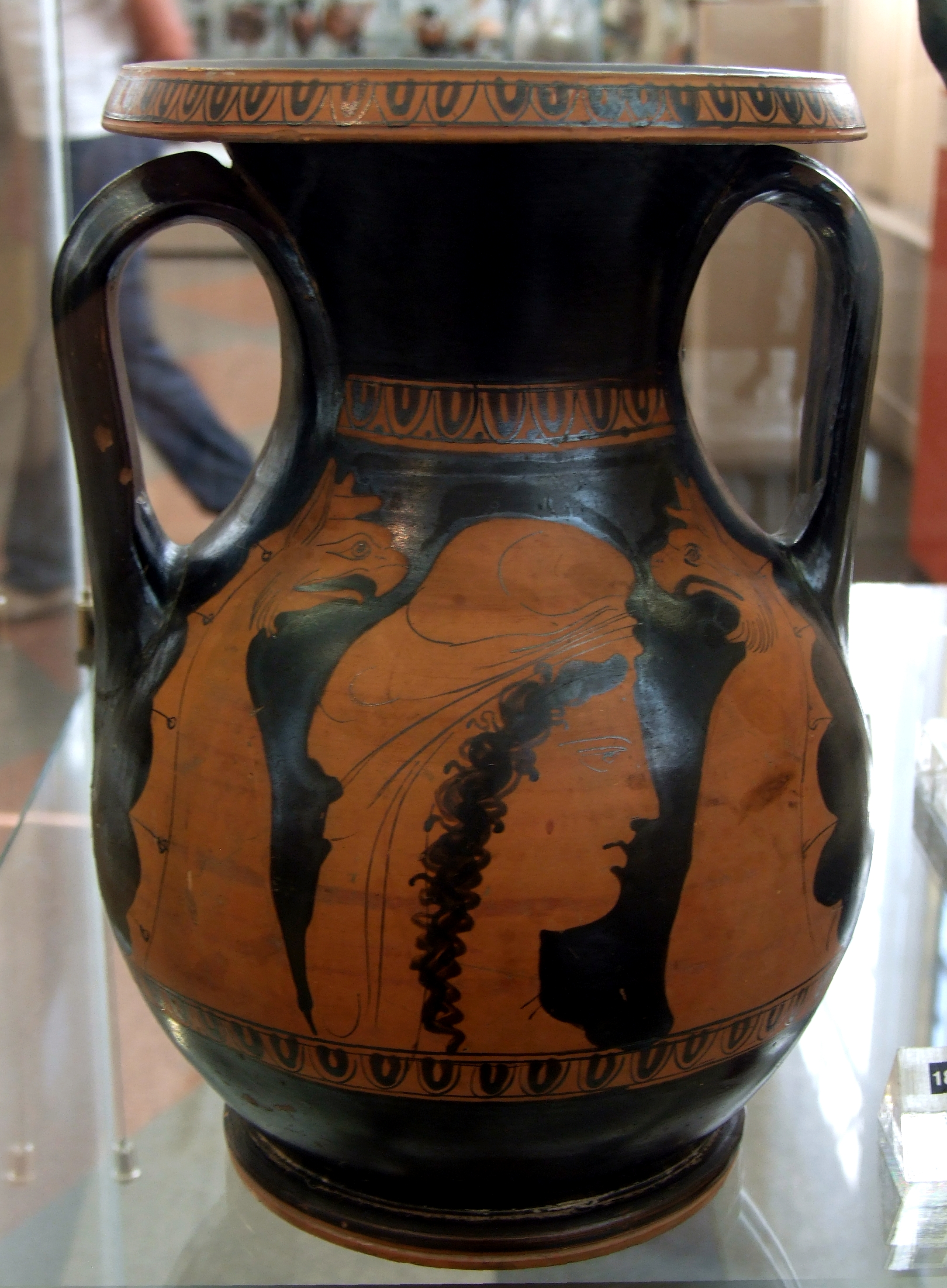
Пеліка з головою амазонки та грифонами.
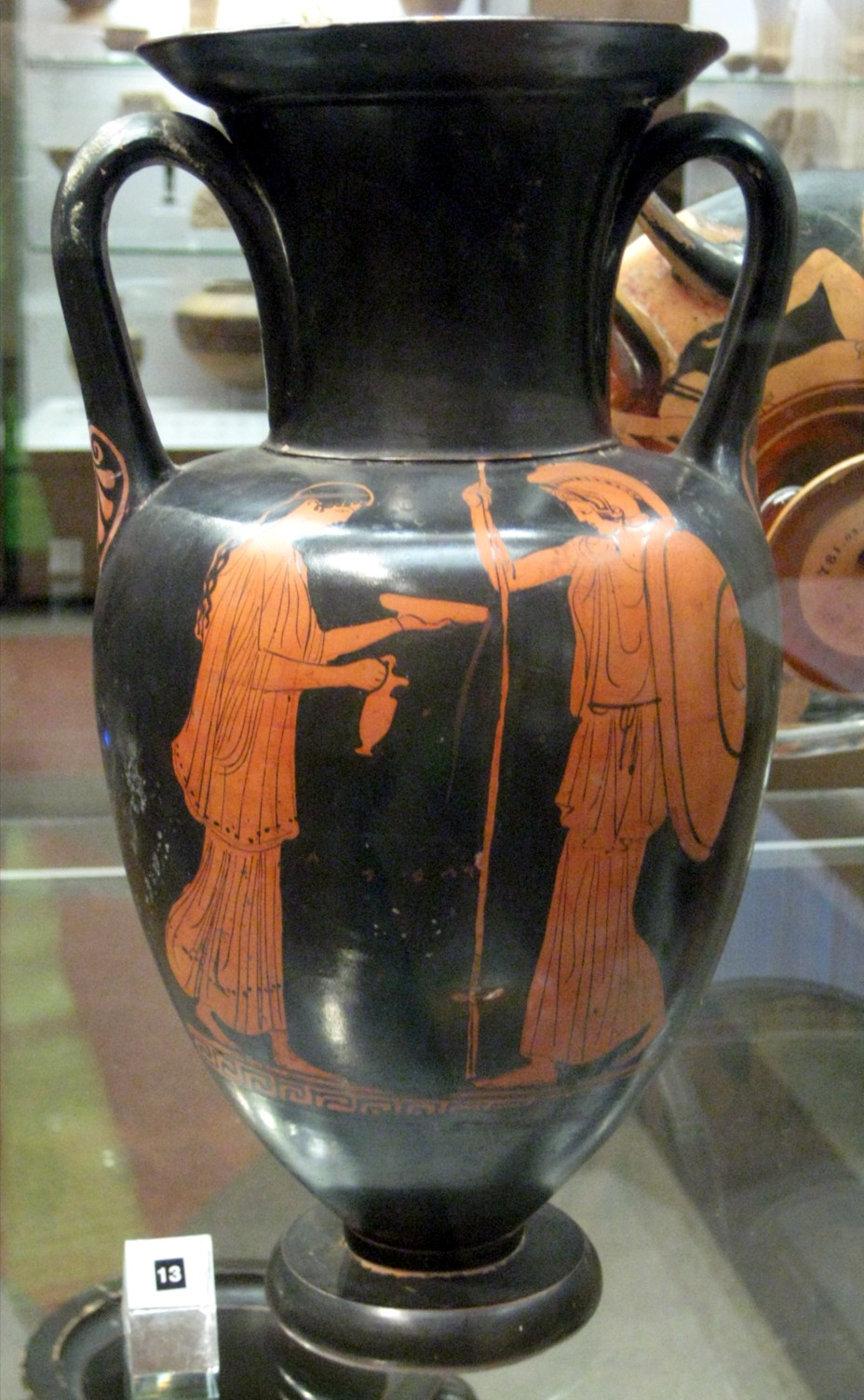
Вазописець Лондон E342. Амфора з некрополя Ноли, Італія. «Геба і Афіна» ( червонофігурний вазопис ), бл. 460 р. до н.е.